# Leonardo Domenici
Leonardo Domenici (Firenze, 12 luglio 1955) è un politico italiano, sindaco di Firenze dal 13 giugno 1999 al 24 giugno 2009. È stato eurodeputato, per l'Alleanza Progressista dei Socialisti e dei Democratici, nella VII Legislatura del Parlamento europeo.
È stato presidente della Fondazione Cittalia fino a luglio 2021.

## Biografia
Nato a Firenze, passa l'adolescenza a Napoli dove frequenta il Liceo Classico Umberto I: in quegli anni si avvicina al Collettivo Studentesco.
Ritornato nel capoluogo toscano, inizia la sua carriera politica e nel 1989 si laurea in filosofia morale all'Università degli Studi di Firenze.
Ha due figli. Nel 2002 è stato il fondatore e il presidente della nuova Fiorentina, dopo il fallimento della società viola. Nel 2021 ha pubblicato il suo primo volume di poesie.

## Carriera politica
Iscritto al PCI, ha fatto parte della Federazione Giovanile Comunista prima di diventare, nell'ordine, consigliere comunale, deputato alla Camera, Sindaco di Firenze ed europarlamentare con i partiti a cui ha aderito successivamente.
Allo scioglimento del Partito Comunista Italiano fa parte del PDS e, di seguito, dei DS. Diviene membro della segreteria nazionale dei Democratici di Sinistra, di cui è stato anche responsabile degli enti locali. È stato inoltre membro del Comitato nazionale DS per la costituente del Partito Democratico (il cosiddetto Comitato dei 45 o Comitato 14 ottobre) di cui, nel 2016, ha dichiarato di non fare più parte.
Aderisce quindi al Partito Democratico fin dalla sua nascita, non mancando però qualche venatura polemica negli anni successivi. Dal 2010 si è schierato tra coloro che sostengono che il PD debba far parte del PSE.
Nel 1999, in qualità di Sindaco di Firenze, ha organizzato il seminario internazionale “Il Riformismo nel XXI secolo” che fu spunto di riflessione intorno alla cosiddetta “Terza via” per la costruzione di un centro-sinistra "moderno" nel mondo e a cui parteciparono l'allora Presidente degli Stati Uniti Bill Clinton, Lionel Jospin, Tony Blair, Gerhard Schröder, António Guterres, Massimo D’Alema e Fernando Henrique Cardoso.
Legato alla corrente dalemiana prima e, una volta nel Partito Democratico, a quella bersaniana, ha successivamente dichiarato di non aver votato Pier Luigi Bersani "né al primo né al secondo turno" alle primarie del 2012. L'anno seguente, alle primarie per la segreteria, invece ha sostenuto Gianni Cuperlo, mentre successivamente ha lasciato la politica attiva e il PD.

### Esordi
Ha cominciato la sua attività politica nel 1976, come dirigente della FGCI.
Nel 1990 viene eletto consigliere comunale per la prima volta, mentre l'anno successivo diventa Segretario della Federazione del PDS di Firenze.

### Deputato alla Camera
Nel 1994 è stato eletto, nel Collegio 8 (Bagno a Ripoli) della XII Circoscrizione, deputato alla Camera dei deputati nelle file del Partito Democratico della Sinistra. Elezione che si ripete, nello stesso collegio, nella successiva legislatura nel 1996. Nel 1999, causa elezione a Sindaco di Firenze, interrompe la legislatura venendo successivamente sostituito da Michele Ventura.

### Sindaco di Firenze
Alla guida di una coalizione di centrosinistra, il 13 giugno del 1999 è eletto al primo turno sindaco di Firenze e dal 18 gennaio del 2000 al 6 ottobre 2009 è stato presidente dell'Associazione Nazionale Comuni Italiani. Dimessosi dal ruolo di parlamentare, viene sostituito nelle elezioni suppletive del 1999 dal collega di partito Michele Ventura. Durante il primo mandato fu oggetto anche di minacce tramite l'invio di un pacco bomba. Nel 2002, da sindaco, ospitò il primo Forum Sociale Europeo che ebbe luogo a Firenze, con successo e senza incidenti, dopo le polemiche relative ai fatti del G8 di Genova dell'anno precedente.
Alle elezioni amministrative del 12 e 13 giugno 2004 la coalizione che sosteneva Leonardo Domenici ha raggiunto il 49,15% dei suffragi (109.043 voti), contro il 29,75 di Domenico Valentino della Casa delle Libertà e il 12,31% (27.302 voti) di Ornella De Zordo e si è andati quindi al ballottaggio.. Il 26 e 27 giugno Domenici ha raggiunto il 65,98% (102.237 voti) ed è diventato sindaco di Firenze per la seconda volta.
Tra i sindaci di Firenze è il primo che dura due legislature. Il bilancio sui dieci anni di governo cittadino è stato controverso anche se sono arrivati, nel corso della sua amministrazione, alcuni riconoscimenti sulla qualità della vita (2003) e sul suo lavoro da Sindaco. Ha sostenuto la necessità di una nuova rete tramviaria cittadina: i lavori per la nuova tranvia sono partiti sotto la sua amministrazione mentre ha dovuto affrontare un referendum consultivo per le altre due linee previste.
Oltre a rivestire la carica di primo cittadino, è stato presidente dell'Associazione Nazionale dei Comuni Italiani per oltre nove anni e, in questa doppia veste, è stato membro del Comitato delle Regioni in quota PSE nel biennio 2008-2009, divenendone anche vicepresidente.

#### La rinascita della Fiorentina

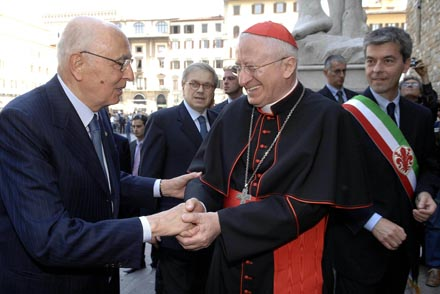
Leonardo Domenici accoglie a Palazzo Vecchio, con S.Em. Rev.ma il cardinale Ennio Antonelli, il Presidente della Repubblica Giorgio Napolitano

A seguito al fallimento dell'Fiorentina di proprietà di Vittorio Cecchi Gori il 1º agosto 2002 Leonardo Domenici, in qualità di sindaco di Firenze, creò una nuova società, la Fiorentina 1926 Florentia srl (rinominata poi Florentia Viola), al posto di quella precedente per iscriverla in un campionato professionistico. Il sindaco fu il primo presidente della nuova squadra calcistica di Firenze prima che, nei giorni successivi, Diego Della Valle ne divenisse il proprietario. Domenici a questo punto fu sostituito e, dopo alcuni mesi, si dimise anche dal consiglio di amministrazione.

### Parlamento europeo
Nel giugno 2009 è stato eletto europarlamentare per il PD (circoscrizione 3) con 103.848 voti. È iscritto al gruppo parlamentare dell'Alleanza Progressista dei Socialisti e dei Democratici. In questa veste è stato uno dei politici italiani a favore del progetto di una tassa sulle transazioni finanziarie e del progetto federalista per l'Europa. Dal 2011 è stato relatore per il Parlamento europeo per il Regolamento UE sulle agenzie di rating.
Membro della "Commissione per i problemi economici e monetari" e della "Delegazione alla commissione di cooperazione parlamentare UE-Russia", ha scritto un libro relativamente alla sua esperienza da europarlamentare.
Nel 2014 si ricandida alle Elezioni europee con il PD, ancora nella circoscrizione del Centro Italia, ma non riesce ad essere rieletto.

## Controversie

### Protesta contro l'Espresso
Nel dicembre 2008 Domenici ha messo in atto una singolare protesta, incatenandosi di fronte alla sede romana del quotidiano la Repubblica, contro il modo in cui, a suo avviso, era stata gestita l'informazione dal Gruppo Editoriale L'Espresso nell'ambito dell'inchiesta sul progetto urbanistico del quartiere di Castello, a nord di Firenze. A marzo 2013 tutti gli indagati appartenenti alla Giunta Domenici sono stati assolti dall'accusa di corruzione, come confermato anche dalla Cassazione successivamente.

### Vicende giudiziarie
Nell'ottobre 2009 Domenici risulta tra i sei indagati dalla Procura della Repubblica di Firenze nell'inchiesta sulla morte di Veronica Locatelli, trentasettenne fiorentina, caduta dal Forte Belvedere il 15 luglio 2008. A marzo 2011 è arrivato il rinvio a giudizio per la vicenda.. Il 10 febbraio 2014 è stato condannato, in primo grado e con pena sospesa, a 10 mesi per la morte di Veronica Locatelli a Forte Belvedere. La pena, aumentata in appello, è stata confermata in Cassazione.
Nel 2012 ha commentato le varie inchieste sull'urbanistica in corso evidenziando "una lettura diversa dei giudici sulle scelte di politica urbanistica dell'amministrazione comunale, rispetto ai pubblici ministeri".
L'8 novembre 2013 il Corriere della Sera pubblica in prima pagina una sua lettera dopo le assoluzioni della vicenda Castello che aveva riguardato parte della sua Giunta facendo aprire un dibattito sulla sentenza.

## Opere
- La nostra Europa... non è la loro, Bruxelles, Gruppo S&D, 2013.
- Percorso di Parole, Emmebi Editore, 2021. ISBN 978-88-9801971-7.